# Bezirksrabbinat Merchingen
Das Bezirksrabbinat Merchingen entstand 1827 in Merchingen, einem heutigen Stadtteil von Ravenstein im fränkischen Norden des damaligen Großherzogtums Baden und war eines von 15 Bezirksrabbinaten, die auch als Bezirkssynagogen bezeichnet wurden. Seit 1886 wurde das Rabbinat Merchingen vom Bezirksrabbinat Mosbach aus betreut.
Die Bezirksrabbinate waren dem Oberrat der Israeliten Badens unmittelbar unterstellt. Vorsteher waren der Bezirksrabbiner und der Bezirksälteste. In Angelegenheiten des Rabbinatsbezirks mussten einmal jährlich alle Ortsältesten gehört werden. Der Bezirksrabbiner führte den Vorsitz.

## Aufgaben
Die Aufgaben umfassten den Vollzug der landesherrlichen Verordnungen, die Verkündigung und den Vollzug der Verordnungen der Oberkirchenbehörde, Beratungen über Schulangelegenheiten, die Verwaltung von Stiftungen und die Verteilung von Almosen. Zur Finanzierung der Bezirksrabbinate wurden Umlagen von den einzelnen jüdischen Gemeinden bezahlt.

## Gemeinden des Rabbinatsbezirks
- Jüdische Gemeinde Angeltürn
- Jüdische Gemeinde Adelsheim
- Jüdische Gemeinde Bödigheim
- Jüdische Gemeinde Buchen
- Jüdische Gemeinde Ballenberg (Ravenstein)
- Jüdische Gemeinde Eubigheim (Ahorn/Baden, heute Ortsteil Untereubigheim)
- Jüdische Gemeinde Eberstadt (Buchen/Odenwald)
- Jüdische Gemeinde Hüngheim
- Jüdische Gemeinde Hainstadt (Buchen)
- Jüdische Gemeinde Korb (ab 1846, da Korb von Württemberg zu Baden kam)
- Jüdische Gemeinde Krautheim (Jagst)
- Jüdische Gemeinde Merchingen (Ravenstein)
- Jüdische Gemeinde Neuenstetten
- Jüdische Gemeinde Rosenberg (Baden)
- Jüdische Gemeinde Sennfeld
- Jüdische Gemeinde Sindolsheim
- Jüdische Gemeinde Unterschüpf

## Bezirksrabbiner
- 1808 bis 1832 Joseph Jakob Fulda
- 1832 bis 1857 Zacharias Staadecker
- 1858 bis 1861 Julius Fürst
- 1861 bis 1886 Baruch Hirsch Flehinger
- 1883 bis 1884 Louis Heilbut (Rabbinatsvikar bzw. Rabbinatsverweser)